# Saadia ibn Danan
Pour les articles homonymes, voir Saadia (homonymie).
Saadia ben Maïmon ben Moshe ibn Danan (hébreu : סעדיה אבן דנאן) est un rabbin, philosophe et linguiste hébraïque du XVe siècle (Grenade, seconde moitié du XVe siècle – Oran, 1493 ?).

## Éléments biographiques
Descendant d'une famille d'origine marocaine qui fait remonter son ascendance à Moïse Maïmonide, il officie comme dayan (juge rabbinique) à Grenade, puis s'installe avec son père Maïmon à Oran, à la suite de l'expulsion des Juifs d'Espagne ; ils y demeurent jusqu'à leur mort.

## Œuvres
Saadia ibn Danan est l'auteur des travaux suivants :
- Al-Ḍaruri fi al-Lughah al-'Ibraniyyah (La [Règle] Nécessaire de la Langue Hébraïque), un traité de grammaire hébraïque comprenant un chapitre sur la prosodie hébraïque. Ce chapitre, où les métriques hébraïques et arabes sont comparées pour la première fois, a été traduit par l'auteur en hébreu, à la demande d'élèves qui ne parlaient pas l'arabe, et édité par A. Neubauer dans son Meleket ha-Shir (Francfort, 1865).
- un dictionnaire hébreu en arabe, appelé Sefer Hashorashim.

Ces deux livres ont été édités récemment (Universidad de Granada, 1996).
- un commentaire sur le chapitre 53 du Livre d'Isaïe, publié par Neubauer dans The Fifty-third Chapter of Isaiah According to the Jewish Interpreters (Oxford, 1877)
- un traité philosophique sur la forme des lettres de l'alphabet, dont un manuscrit est conservé à la Bodléienne.
- Roʻeh ha-emunah - masaʻ ruḥani ṿe-nafshi le-verur ha-emunah (Jérusalem, 2005)
- Sefer he'Aroukh, un lexique du Talmud, conservé en manuscrit[1]
- des responsa, inclus à la fin d'une collection de responsa de Moïse Maïmonide, intitulée Pe'er ha-Dor (§§ 225-230).
L'un des responsa de Saadia traite du problème des Juifs convertis, dont il écrit qu'ils font encore partie des enfants d'Israël, que la conversion soit volontaire ou forcée, et qu'il ne faut donc pas les rejeter[2].
- Ma'amar 'al Seder ha-Dorot (Traité sur l'Ordre des Générations), qui donne une chronologie des rois juifs. Le livre a été édité par Edelmann (Ḥemdah Genuzah, Königsberg, 1856) et, plus récemment à Madrid (Seder ha-dorot, Madrid, Aben Ezra Ediciones, 1997)
- Ḳaṣidah, un poème composé à la gloire du Guide des Égarés de Maïmonide, inséré dans le recueil Dibre Ḥakhamim, publié par Eliezer Ashkenazi de Tunis (Metz, 1849).